# Orzeł (U-Boot, 1939)
ORP Orzeł (Kennung: 85A) war ein U-Boot der polnischen Marine im Zweiten Weltkrieg. Die Orzeł (dt. „Adler“) wurde in den Niederlanden gebaut und war das Typschiff der gleichnamigen Orzeł-Klasse. Das polnische Boot wurde kurz nach dem Kriegsbeginn in Estland interniert, konnte aber nach Großbritannien entkommen. Während der deutschen Invasion Norwegens versenkte die Orzeł einen deutschen Truppentransporter. Das Boot wird seit Juni 1940 in der Nordsee vermisst.

## Vorgeschichte und Bau
Der Bauauftrag wurde von der polnischen Marine am 29. Januar 1936 an die Werft N.V. Koninklijke Maatschappij De Schelde in Vlissingen vergeben. Zwischen 1936 und 1939 wurde die Orzeł zeitgleich mit ihrem Schwesterschiff Sęp gebaut, das bei der Rotterdamsche Droogdok Maatschappij in Rotterdam vom Stapel lief. Die Baukosten für die beiden Boote der Orzeł-Klasse betrugen über 20 Millionen Złoty und wurden hauptsächlich durch Lieferung polnischer Agrarprodukte finanziert.
Die zu ihrer Zeit moderne Konstruktion wurde gemeinsam von polnischen und niederländischen Ingenieuren entwickelt.
Orzeł wurde am 2. Februar 1939 in Dienst gestellt, erhielt die taktische Nummer 85A und erreichte den Heimathafen Gdingen am 10. Februar, wo das Boot von tausenden Schaulustigen begeistert empfangen wurde.

## Konstruktive Merkmale
Es handelte sich um ein U-Boot mit einem klassischen kombinierten Antrieb aus Diesel- und Elektromotoren ohne Schnorchel. Die beiden 6-Zylinder-Dieselmotoren des Schweizer Herstellers Sulzer lieferten zusammen eine Leistung von 4.740 PS (3.484 kW). Die zwei Elektromotoren kamen vom ebenfalls schweizerischen Hersteller Brown & Boveri und gaben zusammen eine Leistung von 1.100 PS (809 kW) ab.
Das Boot besaß zwei Wellen, die zwei Schrauben antrieben.
Der Bootskörper war als 2-Hüllen-Konstruktion gebaut und hatte eine zugesicherte Tauchtiefe von 80 m. Die maximale Tauchtiefe wurde mit 100 m angegeben.
Die Rohrbewaffnung für den aufgetauchten Einsatz bestand aus einem 105-mm-Deckgeschütz des schwedischen Herstellers Bofors mit 125 Schuss und zwei 40-mm-Flugabwehrkanonen in Doppellafette mit 1.200 Schuss.
Das Boot verfügte über acht interne nachladbare Torpedorohre (vier im Bug, vier im Heck). Zusätzlich waren außerhalb des Druckkörpers vier externe, schwenkbare, auf See nicht nachladbare Rohre installiert. Insgesamt führte das Boot bis zu 20 Torpedos mit. Die Torpedorohre waren ausgelegt, sowohl französische 550-mm- und mit einem Einschubadapter auch die kleinkalibrigeren britischen 533-mm-Whitehead-Torpedos verschießen zu können. In der Praxis wurden nur die britischen Torpedos eingesetzt.
Der Entwurf geriet für die seichten Gewässer der kleinen Ostsee etwas zu groß. Die maximale Verdrängung von 1.650 ts übertraf sogar die der frühen deutschen Typ-IX-Hochseeboote. Allerdings kamen dem Boot bei seinen späteren Einsätzen in der Nordsee die Hochseetauglichkeit und die Seeausdauer von bis zu drei Monaten zugute.

## Einsatzgeschichte

### Erste Feindfahrt in die Ostsee

#### Die Schiffsführung
Als neuestes und modernstes Boot der kleinen polnischen U-Boot-Flotte erhielt die Orzeł am 2. Februar 1939 den beliebten „komandor podporucznik“ Henryk Kłoczkowski, genannt „Klocz“, als Kommandant. Klocz war mit damals 37 Jahren der erfahrenste U-Boot-Kommandant der polnischen Marine. Es gab von Anfang an einen Konflikt zwischen dem Kommandanten und seinem Ersten Offizier, „Kapitan“ Jan Grudziński, da beide einander unsympathisch waren und nicht trauten. Die Probleme der beiden Offiziere kulminierten nach Grudzińskis Tod in einem Kriegsgerichtsprozess, bei dem Klocz Feigheit und Verrat vorgeworfen wurde.
|                 | Kriegsmarine | Polnische Marine |
| --------------- | ------------ | ---------------- |
| Linienschiffe   | 2            | 0                |
| Leichte Kreuzer | 3            | 0                |
| Zerstörer       | 10           | 1                |
| Minensuchboote  | 30           | 6                |
| U-Boote         | 10           | 5                |

#### Lage zu Beginn des Krieges
Zu Kriegsbeginn am 1. September 1939 war die polnische Marine der deutschen Kriegsmarine in der Ostsee sowohl zahlenmäßig als auch in Bezug auf Alter und Zustand des zur Verfügung stehenden Materials weit unterlegen. (Siehe: Kräfteverhältnis zu Beginn des Krieges.)
Angesichts der aussichtslosen Lage entschied das polnische Marineoberkommando unter Konteradmiral Józef Unrug, die wichtigsten Überwassereinheiten zu evakuieren. Die drei polnischen Zerstörer Burza, Błyskawica und Grom wurden im Rahmen der Operation Peking bereits am 29. August in Richtung Großbritannien geschickt, um sie dort in Sicherheit zu bringen. Vor der polnischen Küste verblieben neben fünf U-Booten und diversen kleineren Einheiten lediglich der Zerstörer Wicher und der schwere Minenleger Gryf.

#### Plan Worek

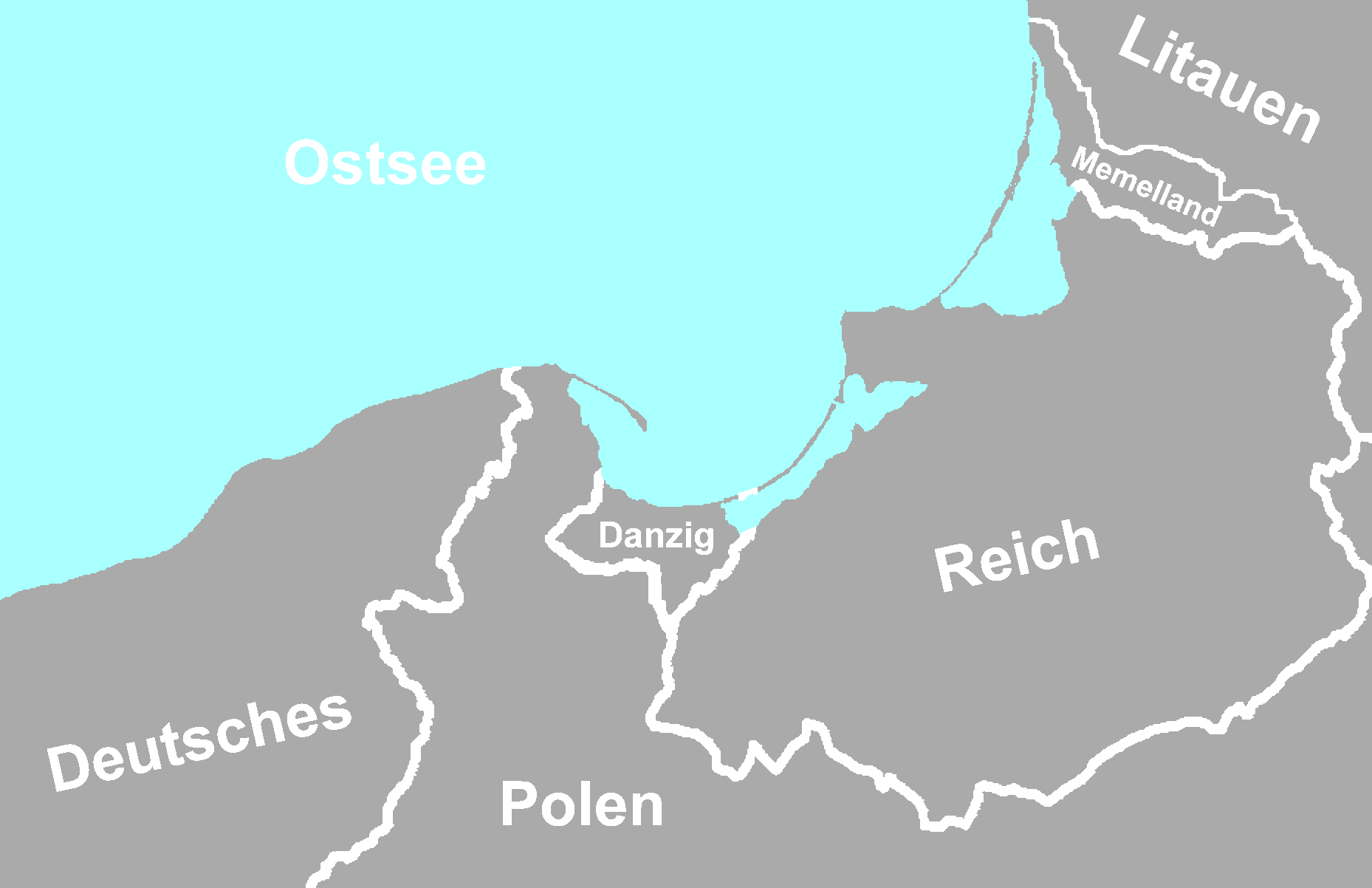
Staatsgrenzen 1939
Am 22. März 1939 wurde das Memelland von der litauischen Regierung auf Druck der nationalsozialistischen Regierung an das Deutsche Reich zurückgegeben.

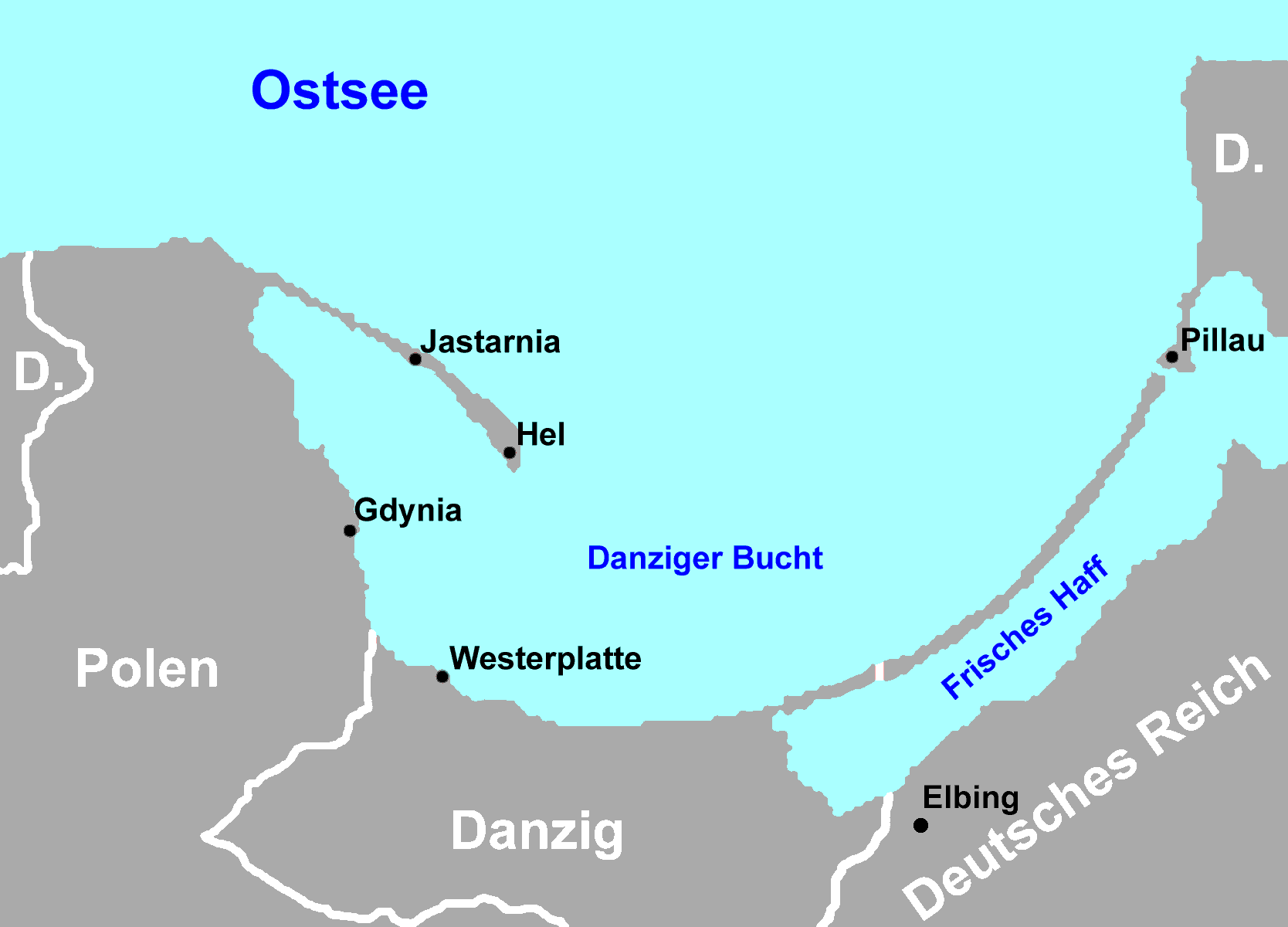
Der Zweite Weltkrieg begann am 1. September 1939 mit der Beschießung der Westerplatte bei Danzig durch das deutsche Linienschiff Schleswig-Holstein.
Am 3. September kam es im Hafen von Hel zum ersten Seegefecht des Krieges, als die beiden deutschen Zerstörer Leberecht Maass und Wolfgang Zenker auf den Zerstörer Wicher und den Minenleger Gryf trafen.

Am frühen Morgen des 1. September verließ die Orzeł mit 63 Mann Besatzung den Heimathafen Gdingen, um an dem Plan Worek, dem polnischen Verteidigungsplan der U-Boote, teilzunehmen. Der dem Boot zugewiesene Sektor lag im Westen der Danziger Bucht. Das flache Gewässer war infolge der extremen Überlegenheit der deutschen Luftwaffe und der Nähe zu den deutschen Basen in Ostpreußen sicherlich der gefährlichste Abschnitt der polnischen Küstenverteidigung.
Der erste Tag auf See verlief für Orzeł im Gegensatz zu den anderen polnischen Schiffen ruhig und ohne Feindkontakte.
Am 2. September versuchte die Basis in Hel vergeblich, die Orzeł über Funk darüber zu informieren, dass die Schleswig-Holstein, die ein lohnendes Ziel gewesen wäre, aus Danzig auslaufen würde und angegriffen werden solle. Diese Nachricht erwies sich im Nachhinein als Fehlinformation. In der Nacht zum 3. September sichtete Orzeł zwei deutsche Kriegsschiffe, die aus Pillau kommend in Richtung Hel fuhren. Wahrscheinlich waren das die deutschen Zerstörer Leberecht Maass und Wolfgang Zenker, die am nächsten Tag im Hafen von Hel den Zerstörer Wicher und den Minenleger Gryf erfolglos angriffen. Aufgrund der erdrückenden deutschen Luftherrschaft verzichtete Klocz auf einen Angriff.
Am Nachmittag des 3. September wurde das Boot von deutschen Flugzeugen in 28 m Tiefe entdeckt und mit Wasserbomben angegriffen, die allerdings keine Schäden verursachten. Gegen 22:00 Uhr begegnete Orzeł dem polnischen U-Boot Wilk, und Klocz debattierte längere Zeit mit dessen Kommandanten Boguslaw Krawczyk. Nach dem Gespräch soll sich der Kommandant laut Aussage des Ersten Offiziers Jan Grudziński „pessimistisch und seltsam“ verhalten haben. Die Wilk brach später nach Großbritannien durch und war das erste polnische U-Boot, dem diese Operation gelang.
Am 4. September um 9:50 Uhr wurde die inzwischen auf Grund gelegte Orzeł erneut erfolglos aus der Luft mit Wasserbomben angegriffen. Gegen 15:00 Uhr versuchte Klocz auf Periskop-Tiefe zu gehen, musste aber nach deutschen Wasserbombenangriffen aus der Luft wieder abtauchen. Der Kommandant entschied daraufhin, die Danziger Bucht zu verlassen und bei Gotland zu patrouillieren. Diese Entscheidung stand im Widerspruch zu den Befehlen der Basis, weshalb es zum endgültigen Bruch mit Grudziński kam, der entschieden widersprach.
Am 7. September erreichte das Boot unter schwieriger Umfahrung deutscher Minenfelder Gotland, was der polnischen Marineführung unbekannt war, da sie das Boot immer noch im befohlenen Sektor vermutete.
Am Morgen des 8. September meldete Klocz sich krank und verblieb in seiner Kabine, ohne offiziell Grudziński das Kommando zu übergeben. Grudziński versuchte in den folgenden zwei Tagen den Kommandanten davon zu überzeugen, die Basis über die momentane Lage zu informieren, doch Klocz verweigerte weiterhin die Übergabe des Kommandos und untersagte die Kontaktaufnahme.
Am 10. September erlaubte Klocz schließlich den Funkkontakt zur Basis, die dem Boot die Wahl ließ, entweder in die Basis zurückzukehren oder aber den kranken Kommandanten in einem neutralen Hafen abzusetzen. Klocz konnte sich nicht entscheiden und zog sich erneut in seine Kabine zurück.
Am 12. September wurde endlich ein deutsches Handelsschiff gesichtet. Es kam aufgrund der fehlenden Führung bzw. erneuter Differenzen zwischen dem Kommandanten und seinem Ersten Offizier nicht zum Angriff. Am Abend entschied sich Klocz zur Verwunderung der Besatzung, Tallinn im zwar neutralen, aber deutschfreundlichen Estland anzulaufen.

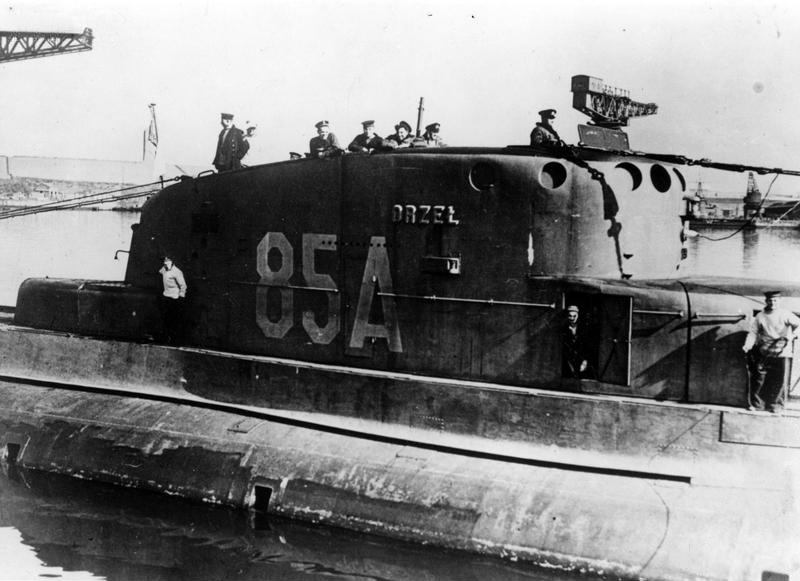
Orzeł in Großbritannien

#### Internierung in Tallinn
Am späten Abend des 14. September lief das Boot in den Hafen von Tallinn ein. Aufgrund des Seekriegsrechtes ging die Besatzung davon aus, innerhalb der nächsten 24 Stunden unbehelligt wieder auslaufen zu dürfen. Klocz und ein weiteres erkranktes Besatzungsmitglied wurden an Land gesetzt. Allerdings setzten die estnischen Behörden die Orzeł am Morgen des 15. September mit der Begründung fest, dass im Hafen das deutsche Handelsschiff Thalassa läge und das U-Boot gemäß dem Seekriegsrecht erst 24 Stunden nach dessen Auslaufen den Hafen verlassen dürfe, was in der Tat dem international geltenden Seerecht entsprach.
Das estnische Patrouillenboot Laine bewachte die Orzeł. Im Laufe des Nachmittags wurde das U-Boot offiziell interniert. Diese rechtswidrige Entscheidung ist sicher durch diplomatischen Druck Deutschlands und der Sowjetunion, die zu diesem Zeitpunkt Verbündete waren, zu erklären (→ Deutsch-sowjetischer Nichtangriffspakt).
Mit der Erklärung der Internierung wurde sofort begonnen, das Boot zu demilitarisieren. Die Seekarten, Papiere, Navigationsinstrumente, die Flagge und andere demontierbare Geräte wurden konfisziert. Die estnischen Behörden begannen, die Torpedos zu entladen. Der Besatzung, die pro forma mit den Esten zusammenarbeitete, gelang es durch gezielte Täuschung und Diversion die Entwaffnung zu verlangsamen und einige wichtige Geräte wie beispielsweise die Funkausrüstung dem Boot zu erhalten. Als am 17. September die Sowjetunion in Ostpolen einmarschierte, entschied sich die Besatzung gemeinsam zur Flucht.
In der Nacht zum 18. September gelang es, die Bewacher zu überrumpeln und die Orzeł verließ mit 61 Besatzungsmitgliedern, zwei gefangenen estnischen Soldaten und immerhin noch sechs Torpedos an Bord den Hafen von Tallinn.
Die Esten beschossen das Boot mit Handwaffen und schwerer Artillerie der Küstenverteidigung, weshalb Grudziński das Boot auf Grund legte. Um die Verfolger aus mittlerweile drei Marinen (Deutschland, Estland, Sowjetunion) zu täuschen, ließ er das Boot später in Richtung Nordosten in den Finnischen Meerbusen auftauchen. Das Täuschungsmanöver gelang, denn die Orzeł konnte entkommen und lud ihre Batterien am nächsten Tag in der Nähe der Åland-Inseln auf.

#### Orzeł-Zwischenfall
Die Flucht der Orzeł wurde in der sowjetischen und deutschen Propaganda als „Orzeł-Zwischenfall“ bezeichnet. Die Sowjetunion warf Estland vor, seinen Verpflichtungen als neutraler Staat nicht nachgekommen zu sein. Man habe das Boot mit Absicht entkommen lassen.
Trotz viel entscheidenderer Ereignisse an den Landfronten beschäftigte sich die deutsche, sowjetische und estnische Presse intensiv mit dem Thema Orzeł.
Der sogenannte Orzeł-Zwischenfall diente der Sowjetunion als einer der Vorwände für den in Wahrheit längst geplanten Einmarsch im Baltikum. Die ersten Einheiten der sowjetischen Marine trafen schon im September 1939 in Tallinn ein.

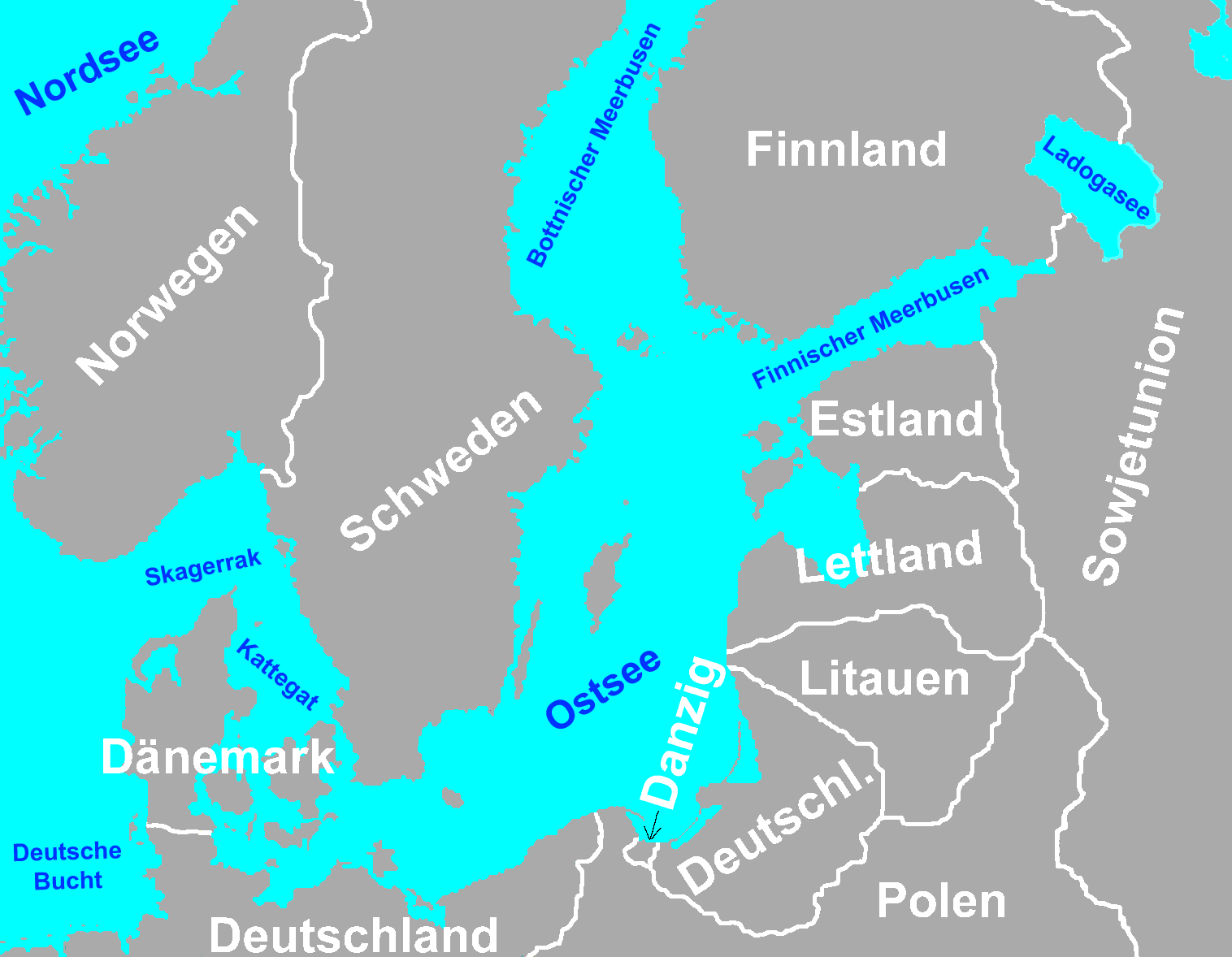
Ostsee 1939

#### Patrouille in der Ostsee
Trotz der feindlichen Übermacht und der Schäden durch die estnische Demontage entschied sich Grudziński, in der Ostsee nach feindlichen Einheiten zu suchen.
Die beiden Esten wurden in der Nacht zum 21. September zwei Seemeilen vor Gotland in einem Schlauchboot in schwedischen Gewässern mit Proviant ausgestattet und freigelassen. Anspielend auf die Propaganda der estnischen und deutschen Presse, die behauptete, die beiden Wachen seien ermordet worden, äußerte sich Grudziński: „Wenn man schon aus der Unterwelt heimkehrt, dann 1. Klasse!“ und gab ihnen Kleidung sowie reichlich Handgeld für die Heimfahrt.
Das Boot patrouillierte noch einige Tage östlich von Öland, wo es knapp einer Katastrophe entkam, als es auf Grund lief und kurz danach erfolglos von einem deutschen Flugzeug angegriffen wurde.
Am 1. Oktober lief der deutsche Minenleger M-85 auf eine vom polnischen U-Boot Żbik gelegte Seemine. Die Kriegsmarine ging bis zum Kriegsende davon aus, dass M-85 von der Orzeł versenkt worden war. Als Ursache weiterer Zwischenfälle wurde ebenfalls das einsame polnische U-Boot vermutet, was aber nicht den Tatsachen entsprach, da Orzeł zu keinem Angriff gekommen war.
Als in der ersten Oktoberwoche die Vorräte an Wasser und Lebensmitteln zur Neige gingen, beschloss Grudziński, durch den Öresund in die Nordsee durchzubrechen und zu den Verbündeten in Großbritannien zu fliehen. Die Orzeł passierte Ystad am 7. Oktober gegen 21 Uhr.

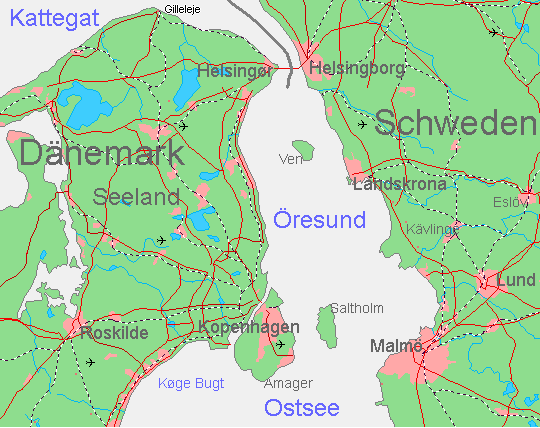
Öresund

#### Durchbruch nach Schottland

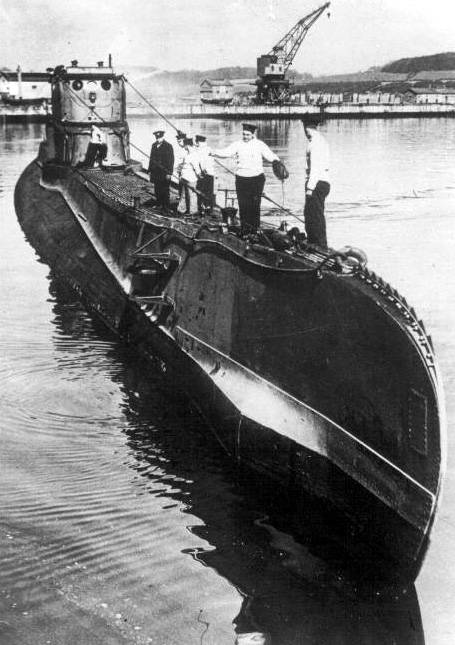
Pressefoto 1940

Die Fahrt durch den Öresund stellte eine enorme Herausforderung mit großen Risiken dar. Die Seekarten und Navigationsinstrumente waren in Tallinn verloren. Der Sund ist flach, nur wenige Kilometer breit und dicht befahren.
Am Morgen des 8. Oktober tauchte das Boot in der Nähe Trelleborgs auf, um die Batterien zu laden. Bei zunehmender Helligkeit legte sich die Orzeł in 30 m Tiefe auf Grund und wartete die Dunkelheit ab. Am Abend tauchte das Boot auf, hisste eine improvisierte schwedische Flagge und erreichte um Mitternacht die schwedische Insel Ven, wo ein nicht identifiziertes Kriegsschiff gesichtet wurde und man sich für die nächsten 20 Stunden in 25 m Tiefe erneut auf Grund legte. In der folgenden Nacht wurde das Kattegat erreicht. Am 10. Oktober versuchte Grudziński eine Patrouille, sichtete aber nur schwedische Schiffe. Am 11. Oktober wurde der Leuchtturm von Skagen passiert und das Skagerrak erreicht. Die Funkanlage des Bootes war inzwischen defekt, so dass die Verbündeten in Großbritannien nicht über die baldige Ankunft informiert werden konnten.
Am Vormittag des 12. Oktober wurde die offene Nordsee erreicht, nachdem britische Minenfelder mit viel Glück umfahren worden waren. So nahe am Ziel war das Boot immer noch enormen Gefahren ausgesetzt. Die Verbündeten waren über die Ankunft nicht informiert, konnten also die Orzeł für ein feindliches Boot halten. Die Lage der Minenfelder war nicht bekannt. Die übermüdete Besatzung litt unter Hunger und Durst. Zudem kam ein schwerer Sturm auf. Am Morgen des 14. Oktober gelang es dem Funker Henryk Kotecky endlich, das Funkgerät doch noch zu reparieren und Kontakt mit England aufzunehmen. Die Royal Navy hatte aber Zweifel an der Echtheit der Nachricht, zumal das deutsche U-Boot U 47 in der Vornacht seinen spektakulären Angriff auf Scapa Flow durchgeführt hatte und noch vor der britischen Küste vermutet wurde. Gegen 11 Uhr traf die Orzeł auf den britischen Zerstörer Valorous, der das Boot zur Basis Rosyth in Schottland eskortierte, wo die Flucht ihr Ende fand.

### Unter britischem Kommando
Nach der Ankunft in Rosyth konnte die Besatzung hocherfreut feststellen, dass auch die Wilk die gefährliche Reise überstanden hatte. Das polnische U-Boot hatte den Marinestützpunkt schon am 20. September erreicht.
Es zeigte sich, dass der Orzeł durch die Wasserbombenangriffe und auch die unfreiwillige Grundberührung bei Öland einige Schäden an Rumpf und Antrieb zugefügt worden waren, weshalb sie in Dundee bis zum 1. Dezember überholt wurde.
Am 16. November wurde Jan Grudziński von General Władysław Sikorski, dem damaligen Ministerpräsidenten der polnischen Exilregierung, für seine Verdienste mit dem Krzyz Srebrny Orderu Virtuti Militari (Silbernes Kreuz des Ordens Virtuti Militari) ausgezeichnet. Seltsamerweise wurde nur der Kommandant und nicht wie im Falle der Wilk die gesamte Besatzung ausgezeichnet.
Am 8. Dezember veröffentlichte die britische Regierung, dass sowohl die Wilk als auch die Orzeł entkommen seien, was ein schwerer Schlag für die deutsche und sowjetische Propaganda war, die behauptet hatten, alle polnischen U-Boote in der Ostsee versenkt zu haben. In Wahrheit konnten sich alle fünf polnischen U-Boote retten: Zwei entkamen nach Großbritannien und drei ließen sich in Schweden internieren.
Wie zuvor in Deutschland und der Sowjetunion beherrschte das Thema Orzeł erneut die Presselandschaft, allerdings diesmal die britische und französische. König Georg VI. besuchte das Boot mehrfach und verlieh Grudziński den Distinguished Service Order.
Das Boot wurde britischem Kommando unterstellt und der 2. U-Boot-Flottille in Rosyth zugeteilt. Es wurde aber kein britischer Kommandant eingesetzt und auch nicht der Union Jack auf dem Boot gehisst. Die Orzeł verblieb de jure unter polnischer Flagge. Bis auf einen Mann, der auf das polnische Depot-Schiff Gdynia versetzt wurde, änderte sich die ursprüngliche Zusammensetzung der Besatzung vorerst nicht. Die Mannschaft wurde lediglich durch drei britische Seeleute, unter anderem einen Funker, ergänzt. Ihre erste Fahrt unter britischem Kommando führte im Laufe des Dezembers in die Nordsee, wo gemeinsam mit anderen Einheiten der Royal Navy zwei Geleitzüge eskortiert wurden. Auf der zweiten Patrouille eskortierte sie am 29. Dezember 1939 gemeinsam mit vier Zerstörern vier Einheiten nach Bergen in Norwegen. Den Neujahrstag 1940 verbrachte die Besatzung in Bergen. Auf dem Heimweg wurde gemeinsam mit den Zerstörern ein großer Geleitzug von 35 Schiffen zwischen Norwegen und Großbritannien begleitet.
Am 18. Januar begann die Orzeł ihre dritte Feindfahrt in britischen Diensten. Operationsgebiet war das Skagerrak. Keine deutschen Schiffe wurden gesichtet. Die nächste Feindfahrt führte im März vor die niederländische Küste. Hier wurde lediglich ein neutrales dänisches Handelsschiff gestoppt und kontrolliert.

#### Versenkung derRio de Janeiro
Die Orzeł verließ am 3. April 1940 ihre Basis in Rosyth, um die insgesamt sechste Feindfahrt anzutreten. Operationsgebiet war die norwegische Küste, die am 7. April erreicht wurde. Die britische Marineführung erwartete eine deutsche Offensive in Skandinavien und beorderte alle verfügbaren Kräfte in die Zufahrtswege der feindlichen Invasionsflotte.
Am 8. April 10:15 Uhr entdeckte die Orzeł in Periskoptiefe fahrend zwischen Lillesand und Kristiansand am Horizont die Rauchfahne eines Schiffes. Nachdem die Beobachtung ergab, dass der Kurs des Schiffes in Richtung des Bootes verlief, ließ Grudziński die Fahrt auf 3 Knoten verlangsamen und änderte den eigenen Kurs entsprechend. Um 11:00 Uhr war das Schiff nah genug, um es als das deutsche Passagierschiff Rio de Janeiro (5261 BRT) mit Heimathafen Hamburg zu identifizieren. Obwohl das Schiff keine Flagge führte, konnten durch die Optik eindeutig der Name und der Heimathafen gelesen werden. Dies erschien befremdlich, da die Rio de Janeiro eigentlich auf der Südamerika-Route verkehrte, aber auf nördlichem Kurs in Richtung Bergen fuhr. Grudziński entschied sich, aufzutauchen und das Schiff entsprechend dem Prisenrecht zu kontrollieren. Die Rio de Janeiro war 1000 m entfernt und reagierte auf die Signale der Orzeł mit Erhöhung der Fahrtgeschwindigkeit. Das U-Boot nahm die Verfolgung auf. Das Deckgeschütz war infolge der Vorgänge in Estland immer noch nicht benutzbar, weshalb mit der Flak mehrere Warnschüsse abgegeben wurden.
Die Rio de Janeiro stoppte, während zwei inzwischen aufmerksam gewordene norwegische Patrouillenboote sich mit hoher Geschwindigkeit näherten. Grudziński ließ der deutschen Besatzung signalisieren, dass sie das Schiff verlassen solle und er in fünf Minuten angreifen werde. Gleichzeitig ließ er ein Torpedorohr bewässern. Die Deutschen bestätigten die Nachricht, reagierten aber ansonsten nicht. Grudziński musste den Abschuss verzögern, da eines der Patrouillenboote in die erwartete Torpedolaufbahn fuhr, woraufhin der Transporter wieder Fahrt aufnahm. Der verzögerte Schuss verfehlte sein Ziel. Die Rio de Janeiro versuchte, dem zweiten Torpedo noch zu entkommen, hatte aber keine Chance und wurde 12:05 Uhr vernichtend getroffen. Die Beobachter der Orzeł waren überrascht, dass das Schiff mehrere hundert deutsche Soldaten transportiert hatte, die in dem eiskalten Wasser verzweifelt um ihr Leben kämpften. Die Orzeł umkreiste getaucht ihr Opfer, während die Patrouillenboote und mehrere dänische und norwegische Fischer die Überlebenden aufnahmen. Dank der schnellen Hilfe konnten 183 Deutsche gerettet werden. 150 Soldaten und Matrosen ertranken.
Um 13:15 Uhr ließ Grudziński einen dritten Torpedo abschießen. Dieser traf ebenfalls, woraufhin die Rio de Janeiro in der Mitte zerbrach und sank.
Norwegen war sich zu diesem Zeitpunkt der wahren Bedrohungslage nicht bewusst, denn die geretteten deutschen Soldaten sagten aus, dass sie lediglich zum Schutze Norwegens gegen eine anglo-französische Invasion eingesetzt worden seien. Oslo protestierte sogar in London wegen der Verminung der Zufahrtswege der deutschen Invasionsflotte. Allerdings war der Protest nicht ganz unbegründet, denn auch die Briten planten unter Ausnutzung des Winterkrieges als Vorwand eine Invasion in Skandinavien, was Winston Churchill in seinen Memoiren erwähnte.
Die Orzeł war mitten in die bis dahin größte triphibische Landeoperation der Militärgeschichte geraten. Am 9. April 1940 landeten Heeresverbände der Wehrmacht in einer Stärke von 130.000 Mann, unterstützt durch Kriegsmarine und Luftwaffe, im Rahmen des Unternehmens Weserübung an verschiedenen Orten im neutralen Norwegen an. Trotz entschiedenen Widerstandes wurden innerhalb der nächsten zwei Tage alle wichtigen norwegischen Häfen eingenommen. Gleichzeitig wurde das ebenfalls neutrale Dänemark von deutschen Heeres- und Marinetruppen nahezu kampflos besetzt.

#### Jagd auf die Orzeł
Am 10. April griff das Boot drei deutsche mit Wasserbomben und Flakgeschützen bewaffnete Hilfspatrouillenboote mit zwei Torpedos an. Kurz nach dem Abschuss wurde das Boot aus der Luft angegriffen und musste auf 50 m Tiefe gehen, weshalb die Wirkung des Angriffes nicht beobachtet werden konnte. Das Ziel, das Hilfsboot V 705/Carsten, wurde verfehlt.
Am 11. April wurde westlich Kristiansand eine sehr große deutsche Einheit gesichtet, konnte aber nicht angegriffen werden, da wiederholte Luftangriffe das Boot niederdrückten. Auch die Trawler beteiligten sich mit Wasserbomben an der Jagd. Möglicherweise wurde die Orzeł an diesem Tag auch von dem deutschen U-Boot U 5 angegriffen, ohne selbst den Angriff zu bemerken. Am Morgen des 12. April entdeckten die beiden Trawler erneut die Orzeł, die unter den andauernden Wasserbombenangriffen auf 85 m Tiefe gehen musste.
Am 13. April verließ das Boot sein bisheriges Operationsgebiet in Richtung der dänischen Küste, wo es erneut aufgefasst und angegriffen wurde. Weitere Angriffe folgten. Am 15. April verlor das Boot beim Alarmtauchen die Trimmung und konnte erst in 105 m Tiefe aufgefangen werden. Die Besatzung musste in großer Tiefe 24 Stunden ausharren.
Am 16. April erhielt die Orzeł den Befehl zur Heimkehr und wurde auf dem Heimweg am 17. April aus der Luft von einer deutschen Arado angegriffen. Die Basis in Rosyth wurde am 18. April erreicht.
Die Orzeł wurde zwischen dem 11. und dem 15. April 1940 mit weit über 100 (andere Schätzung: 200) Wasserbomben angegriffen.

#### Ende derOrzeł
Im Laufe der nächsten Mission erreichte die Orzeł die norwegische Küste vor Stavanger am 2. Mai. Außer der Sichtung einiger Treibminen verlief der Einsatz ereignislos.
Am 23. Mai verließ das Boot die Basis in Rosyth mit dem Auftrag, in den Gewässern zwischen Norwegen und Dänemark zu patrouillieren und anschließend nach Norden zu laufen. Seitdem gibt es keine Nachricht von der Orzeł und sowohl das Boot als auch die gesamte Besatzung gelten als vermisst. Die wahrscheinlichste Theorie ist, dass das Boot auf eine Seemine gelaufen ist.

## Nachgeschichte
Das Schwesterschiff Sęp wurde 1939 in Schweden interniert, diente nach dem Krieg bis 1969 in der polnischen Marine und wurde 1972 verschrottet. Die Wilk wurde am 2. April 1942 in die Reserve versetzt, 1951 in Polen außer Dienst gestellt und anschließend verschrottet.

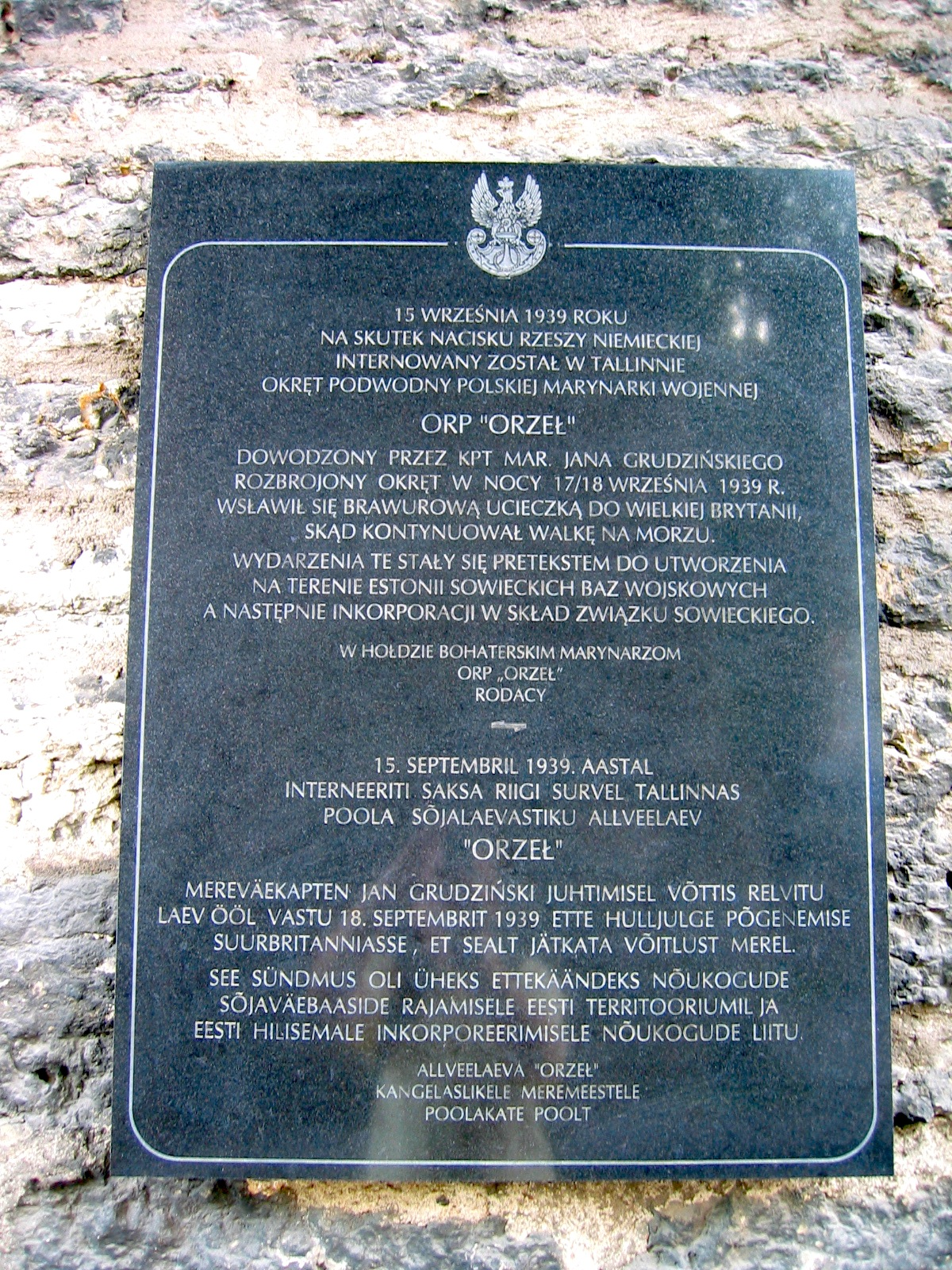
Gedenktafel in Tallinn

Der erste Kommandant der Orzeł, Henryk Kłoczkowski, war in Tallinn lediglich drei Tage im Krankenhaus. Bis zum November 1939 war er in estnischer Internierung. Im Dezember 1941 wurde er von polnischen Agenten der „Anders-Armee“ in der Sowjetunion aufgespürt. Unklar ist, warum und wie er danach nach England kam. Jedenfalls wurde der erste Kommandant der Orzeł in England vor einem Militärgericht für die Vortäuschung einer Krankheit, die Missachtung der Befehle der Basis, die Verzögerung der Übergabe des Kommandos und die verschuldete Internierung zu vier Jahren Haft verurteilt. Außerdem wurde er offiziell aus der polnischen Marine entlassen und verlor seinen Rang. Grundlage der Verurteilung war ein Brief, den die Besatzung des Bootes bei der Ankunft in Rosyth verfasst hatte. Anscheinend musste er die Strafe nicht komplett verbüßen, denn er verließ England 1943 in Richtung Vereinigte Staaten, wo er ein Kommando über ein Handelsschiff erhielt. Nach dem Krieg ging Klocz nach Kanada und später wieder in die USA, wo er 1962 in Portsmouth N.H. verstarb.
Das einzige Besatzungsmitglied der Orzeł, das in die Heimat zurückkehrte, war der Maat Feliks Prządak, der während des weiteren Kriegsverlaufs auf anderen polnischen U-Booten diente und sich nach dem Krieg literarisch betätigte, wodurch er in Polen einige Popularität erlangte.
1958 veröffentlichte das Filmstudio Lodz den Film Unterseeboot Orzel.
Am 17. Mai 1992 wurde im Stadtpark von Lillesand ein Denkmal für die Orzeł enthüllt. Auch in Tallinn existiert ein Denkmal für das Boot. Wahrscheinlich ist Orzeł das einzige U-Boot der Welt, für das im Ausland zwei Denkmäler errichtet wurden und im Heimatland keines existiert.
Im Sommer 1993 wurde westlich von Egersund ein U-Boot-Wrack entdeckt, das anfangs für das Wrack der Orzeł gehalten wurde. Es wurde recht schnell festgestellt, dass es sich um das Wrack des fast baugleichen niederländischen U-Bootes O 22 handelt, das vermutlich am 8. November 1940 von dem deutschen Minensuchboot M-144 und dem U-Jäger UJ-177 versenkt wurde.
Am 31. Mai 2013 veröffentlichte die britische Marine, dass sie in britischen Gewässern ein Wrack in 70 m Tiefe entdeckt habe, das den Maßstäben zufolge denen der Orzeł entspreche. Daraufhin brach am 3. Juni 2013 die Lech aus Gdingen im Rahmen einer polnischen Expedition mit Tauchern und hydrografischen Geräten zu diesem Wrack auf. Später stellte sich heraus, dass es sich um das im Oktober 1918 versenkte britische U-Boot HMS J6 handelt.

## Kommandanten
- Henryk Kłoczkowski (2. Februar 1939 – 14. September 1939)
- Jan Grudziński (14. September 1939 – Mai 1940)

## Besatzungsliste

### Besatzung auf der letzten Fahrt am 23. Mai
Die Orzeł wird seit dem 23. Mai 1940 mit 60 Mann Besatzung vermisst und seit dem 11. Juni 1940 offiziell als Totalverlust gezählt:
| - bosman Józef Adamowicz - podchorąży Edmund Brocki - bosman Jan Brzęczka - starszy marynarz Franciszek Chojecki - mat Paweł Czopp - bosman Wiktor Dąbrowski - chorąży marynarki Wacław Foterek - starszy marynarz Alojzy Gettka - bosman Paweł Giełdoń - mat Paweł Górny - starszy marynarz Henryk Grabowski - komandor podporucznik Jan Grudziński - starszy marynarz Roman Hagno - mat Wacław Halaczek - bosmanmat Wojciech Hetman - starszy marynarz Wiesław Jakubowski - mat Stefan Janaszek - starszy marynarz Józef Jarmuż - starszy marynarz Roman Jasiński - bosman Aleksander Kamecki | - porucznik marynarki Henryk Kamiński - mat Józef Kapuściński - bosmanmat Jan Kasprzak - marynarz Zbigniew Kawa - starszy marynarz Józef Kłosowicz - starszy bosman Hernyk Kotecki - bosman Julian Kozowy - starszy marynarz Emil Krystek - starszy marynarz Maksymilian Rudolf Kühn - bosmanmat Edmund Leśniak - starszy marynarz Kazimierz Mazurkiewicz - starszy marynarz Mariusz Mączarski - porucznik marynarki Marian Tadeusz Mokrski - starszy marynarz Zdzisław Mońko - bosman Stanisław Mucha - starszy bosman Władysław Narkiewicz - starszy marynarz Zygmunt Nowak - bosmanmat Jan Olejnik - starszy marynarz Leonard Palowicz - kapitan marynarki Andrzej Piasecki | - bosmanmat Teofil Piechota - bosman Jan Piegza - bosmanmat Teodor Pokrywka - marynarz Józef Prociuk - bosmanmat Bronisław Prokudowicz - bosmanmat Tomasz Prządka - mat Henryk Rebizant - kapitan marynarki Florian Roszak - bosman Stanisław Samotus - bosmanmat Julian Skarbek - porucznik marynarki Jerzy Sosnowski - bosmanmat Zygmunt Sosnowski - chorąży marynarki Józef Stelmaszyk - bosmanmat Ignacy Świebocki - starszy marynarz Jan Szal - bosmanmat Wacław Szubert - bosmanmat Jan Torbus - marynarz Stanisław Uliczny - mat Zdzisław Wilwer - starszy marynarz Piotr Jan Zydroń |

### Nach dem Eintreffen in Großbritannien von Bord gegangen
- podporucznik marynarki[20] Stanisław Pierzchlewski – 1943 auf Orkan gefallen.
- bosmanmat Władysław Oczkowski
- bosmanmat Czesław Olesiński
- mat Alojzy Grewka
- starszy marynarz Antoni Szymczak
- bosmanmat Marek Oldakowski
- mat Feliks Przadak – kehrte als einziger nach Polen zurück
- Eryk Sopoćko – 1943 auf Orkan gefallen

### Am 14. September 1939 in Tallinn von Bord gegangen
- komandor podporucznik Henryk Kłoczkowski[21]
- mat Marian Barwiński

## TraditionsnameOrzeł
Zwei weitere U-Boote der polnischen Marine tragen bzw. trugen nach dem Zweiten Weltkrieg den Namen der Orzeł:
- Orzeł war ein Boot der sowjetischen Whiskey-Klasse (Projekt 613), wurde 1962 durch die polnische Marine in Dienst gestellt und 1983 stillgelegt. Die Schiffsklasse wird ebenfalls als Orzeł-Klasse bezeichnet.
- Orzeł ist ein Boot der sowjetischen Kilo-Klasse (Projekt 877E), wurde 1986 durch die polnische Marine in Dienst gestellt und ist bis zum heutigen Tag im aktiven Einsatz. Die Schiffsklasse des Bootes wird, da es das einzige polnische Boot seiner Klasse ist, auch als Orzeł-Klasse benannt.